# Katholisch.de
katholisch.de est le portail internet de l'Église catholique romaine en Allemagne. La rédaction, basée à Bonn, travaille pour le compte de la Conférence épiscopale allemande (DBK) et se désigne en ce sens comme le « portail d'information de l'Église catholique en Allemagne ».

## Histoire

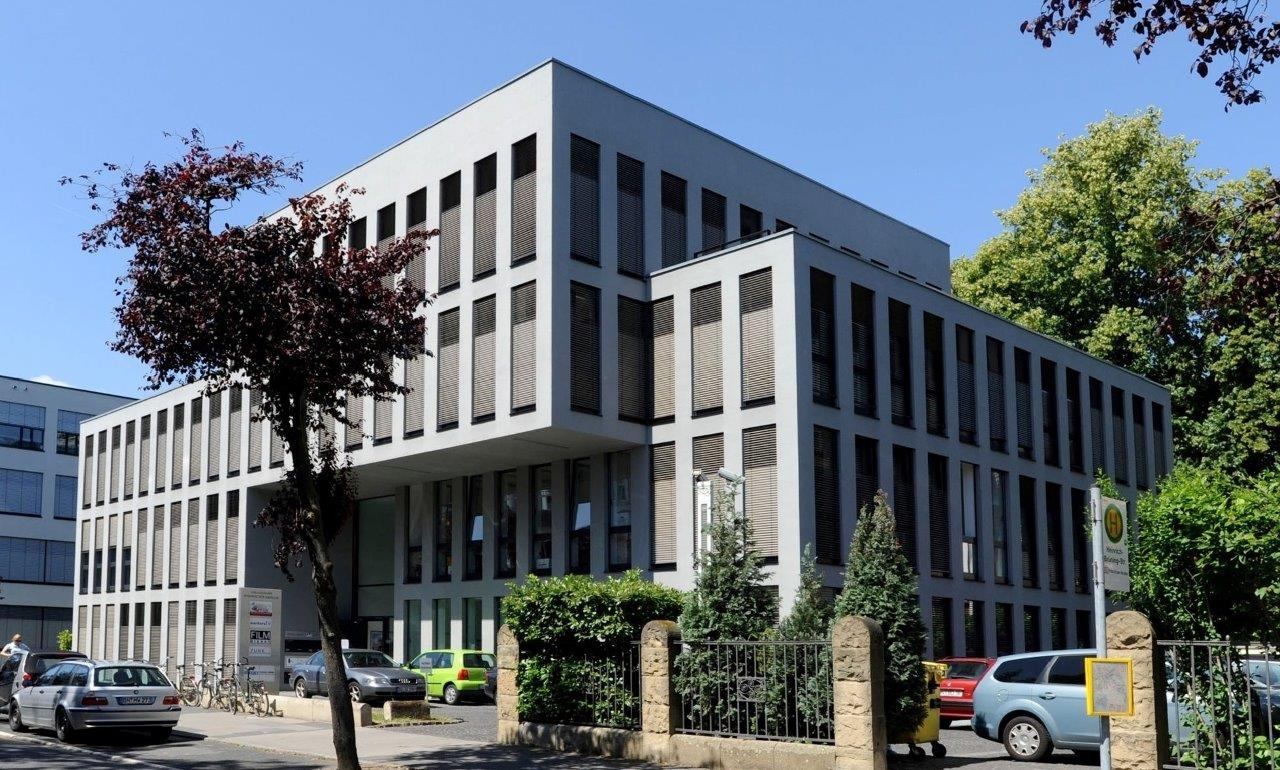
Maison des médias catholiques à Bonn

Katholisch.de est créé en 2003 par une décision du conseil permanent de la Conférence épiscopale allemande. Le site est mis en ligne le 4 avril 2004, avec à l'époque le siège de la rédaction à Cologne. Depuis l'été 2011, le siège du portail Internet est la Maison des médias catholiques (de) à Bonn. Outre katholisch.de, on y trouve entre autres la Katholische Nachrichten-Agentur (de) (KNA) et la revue cinématographique catholique Filmdienst. Le site est géré par la société Allgemeine gemeinnützige Programmgesellschaft mbH (APG), une entreprise de l'Association des diocèses d'Allemagne (de) (Bonn) et également détenue par les diocèses catholiques la Société de participation Tellux (de) (Munich).

## Contenu

### Portail d'information
Le site katholisch.de informe sur l'Église catholique ainsi que sur la foi chrétienne. Il se définit lui-même comme le "portail d'information de l'Église catholique en Allemagne" et comme un "portail d'explication"
La rédaction coopère avec les 27 diocèses allemands et d'autres institutions ecclésiastiques. L'offre journalistique quotidienne est complétée par des informations spirituelles, des livestreams ainsi que des informations et des indications de service concernant la foi catholique et l'Église catholique en Allemagne. La direction de la rédaction est assurée par Björn Odendahl, le directeur est Matthias-Johannes Fischer. La rédaction compte 13 membres.

### Autres contenus
Une Web-TV dédiée est diffusée en streaming sur le même site. La branche télévision est autorisée en 2013.